# Débora González
Débora Sabrina González (Lomas de Zamora, 10 gennaio 1990) è una cestista argentina con cittadinanza italiana.

## Carriera
Con l'Argentina ha disputato due edizioni dei Campionati mondiali (2010, 2018) e tre dei Campionati americani (2011, 2017, 2019).

## Palmarès
- Campionato italiano di Serie A2: 1
CUS Chieti: 2011-12